# Noguera
La Noguera es una comarca española, situada en la provincia de Lérida, Cataluña. Su población en 2019 era de 38 770 habitantes. Su capital es Balaguer.

## Geografía

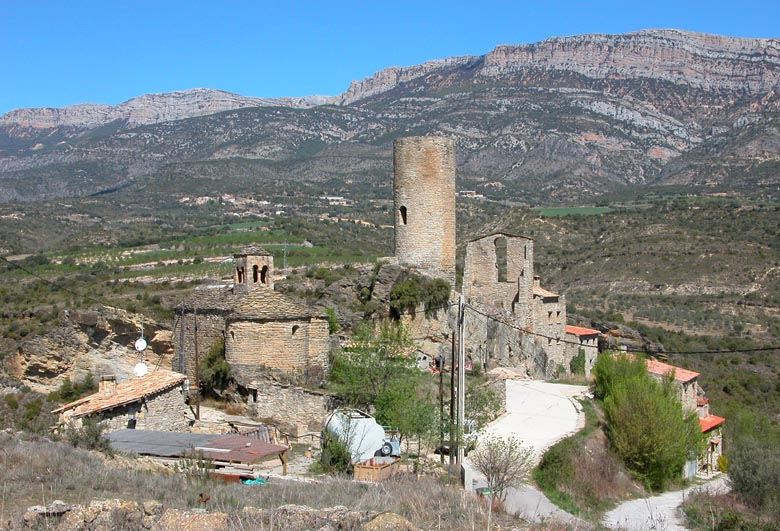
La Baronía de San Oïsme, en el Montsec.

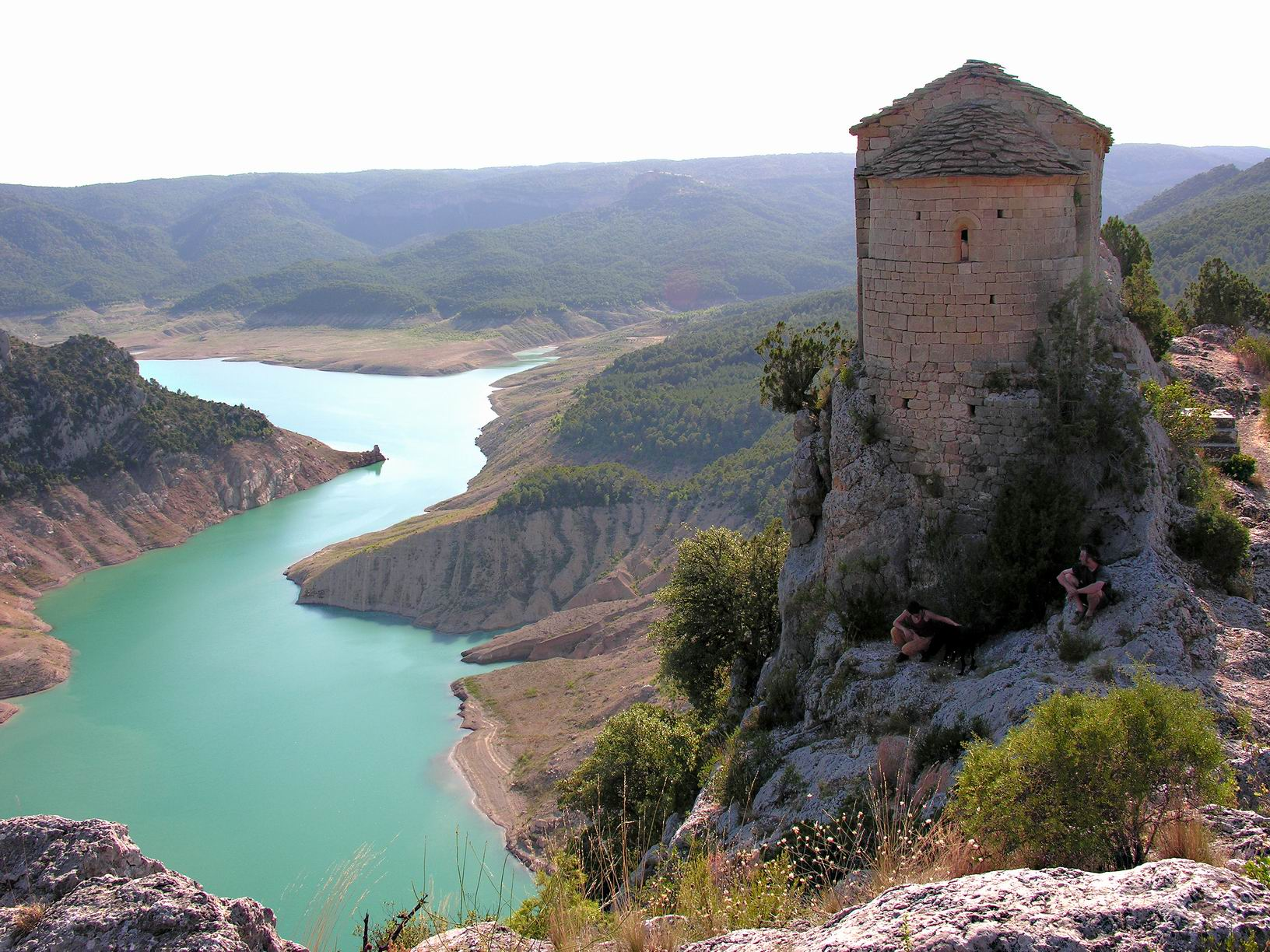
Ermita de la Mare de Déu de la Pertusa, en Áger.

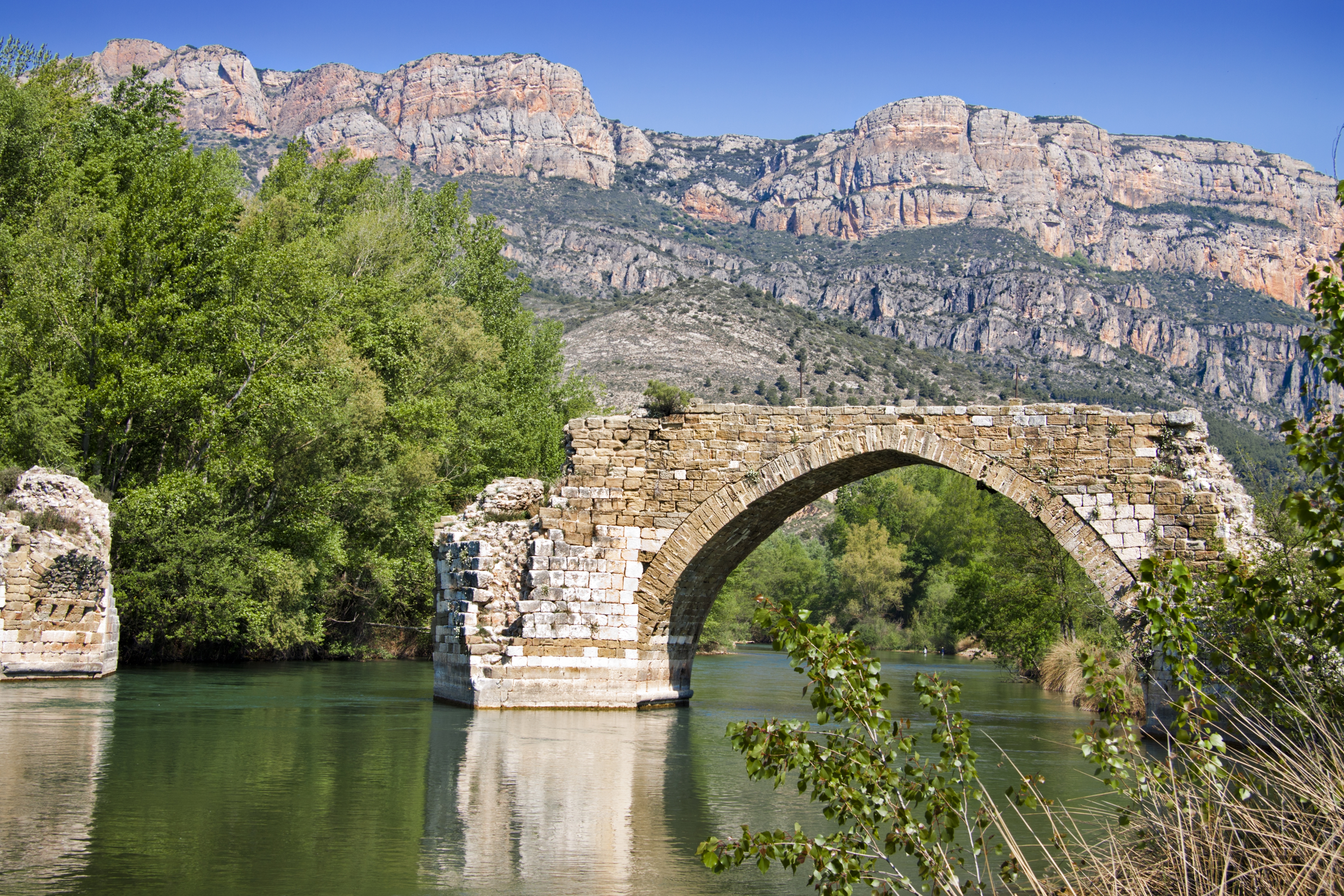
Antiguo puente medieval de Camarasa, en la ribera del Segre.

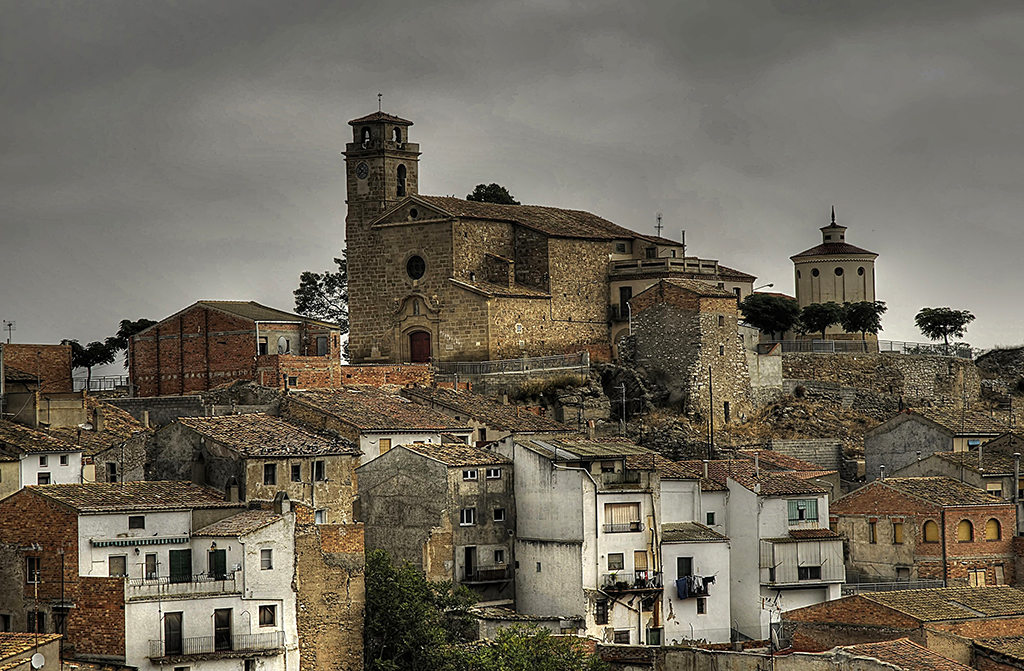
Asentiú.

La Noguera cuenta con una superficie total de 1784,06 km², que la convierte en la comarca más extensa Cataluña. Limita al norte con el Pallars Jussá y el Alto Urgel, al este con el Solsonés, Segarra y Urgel, al sur con la Plana de Urgel y el Segriá, y al oeste con la Baja Ribagorza.
Se pueden distinguir dos zonas claramente diferenciadas en la comarca. Una montañosa situada al norte y formada por la Sierra del Montsec, con picos que llegan hasta los 1600 m de altura, y otra mucho más llana, de unos 300 m de altitud, formada por terrenos terciarios que constituyen la depresión de Balaguer.
Los principales relieves de la Noguera los constituye la Sierra del Montsec, la montaña más meridional del Prepirineo, que orientada en dirección este-oeste separa la cuenca de Tremp, al norte, y la ribera del río Segre, al sur. Los picos más altos del Montsec son Sant Alís (1676) en el Montsec de Ares, el Tossal de la Torreta (1676) y el Tossal de Mirapallars y Urgell (1668) en el Montsec de Meià. 
A medida que se va hacia el sur encontramos sierras marginales de relieves más moderados. En la zona del Montsec están el valle de Áger y la cuenca de Meià. Como ocurre con los Aspres del Ampurdán o los Aspres del Rosellón, este topónimo se refiere a la comarca natural que hace de transición entre la llanura y la montaña. La zona de los Aspres se alarga hacia el sur, hasta la Sierra Larga, la Sierra Blanca y la Sierra de Montclar, y está formada por los municipios de Avellanes Santa Liña, Os de Balaguer, Camarasa, Alós de Balaguer, Foradada, Artesa de Segre y buena parte del municipio de Cubélls. En el sector más oriental de la comarca, los municipios de Baronía de Rialp, Ponts y Tiurana constituyen un espacio del curso medio del Segre conocido como Segre-Rialb, alrededor del embalse de Rialb.
Los dos principales ríos que vierten sus aguas en el Segre por la margen izquierda son el Llobregós y el Sió. Son ríos que nacen en las mesetas de la Segarra y tienen su curso bajo dentro de la comarca de la Noguera. El valle del Llobregós incluye los municipios de Vilanova de la Aguda, Cabanabona, Oliola y, parcialmente, el municipio de Ponts. El curso bajo del Sió está formado por los municipios de Preixens, Mongay y Asentiú, además de una parte del municipio de Balaguer.
El río Segre divide la parte baja de la comarca de la Noguera en dos grandes llanuras. Al este, la Plana de Urgel, regada por el Canal de Urgell, que se alarga hasta la sierra de Bellmunt y Almenara e incluye los municipios de Bellcaire de Urgel, Bellmunt de Urgel, Termens, Penellas, Vallfogona de Balaguer y una parte de Balaguer. Al oeste, la Sierra Larga, el río Segre y el río Noguera Ribagorzana dibujan una comarca natural conocida como las Planas de Algerri-Balaguer, llanura regada por el Canal Algerri Balaguer y que incluye los municipios de Albesa, Algerri, Castellón de Farfaña, Ivars de Noguera, Menarguens, Torrelameu y parte de Balaguer.

### Hidrografía
La comarca está atravesada de noreste a suroeste por el río Segre. Los otros grandes ríos que pasan por la comarca son el Noguera Pallaresa y el Noguera Ribagorzana. Como estos ríos fluyen en dirección norte-sur, cortan perpendicularmente las sierras del Prepirineo, formando estrechos desfiladeros. Así, el río Noguera Ribagorzana forma el desfiladero de Montrebei, el desfiladero del Seguer, el desfiladero de Fet y el desfiladero de Millà. El río Noguera Pallaresa forma el desfiladero de Terradets, el desfiladero del Doll y el desfiladero de Santa Linya. Finalmente el río Segre forma el desfiladero de Salgar y el desfiladero de Mu. Todo ello hace de la Noguera una comarca con un fuerte atractivo natural.
Algunas veces se han aprovechado estos desfiladeros para construir embalses. Actualmente la comarca de la Noguera constituye el mayor espacio de aguas tranquilas de Cataluña, con los embalses de Canelles y de Santa Ana en el río Noguera Ribagorzana, el embalse de Camarasa en el Noguera Pallaresa y los embalses de Rialb y San Lorenzo de Mongay en el Segre. Esto ha configurado espacios de una rica y variada fauna y flora, como la que podemos apreciar en la reserva natural de San Lorenzo de Mongay o en la confluencia del Segre con el Noguera Pallaresa.

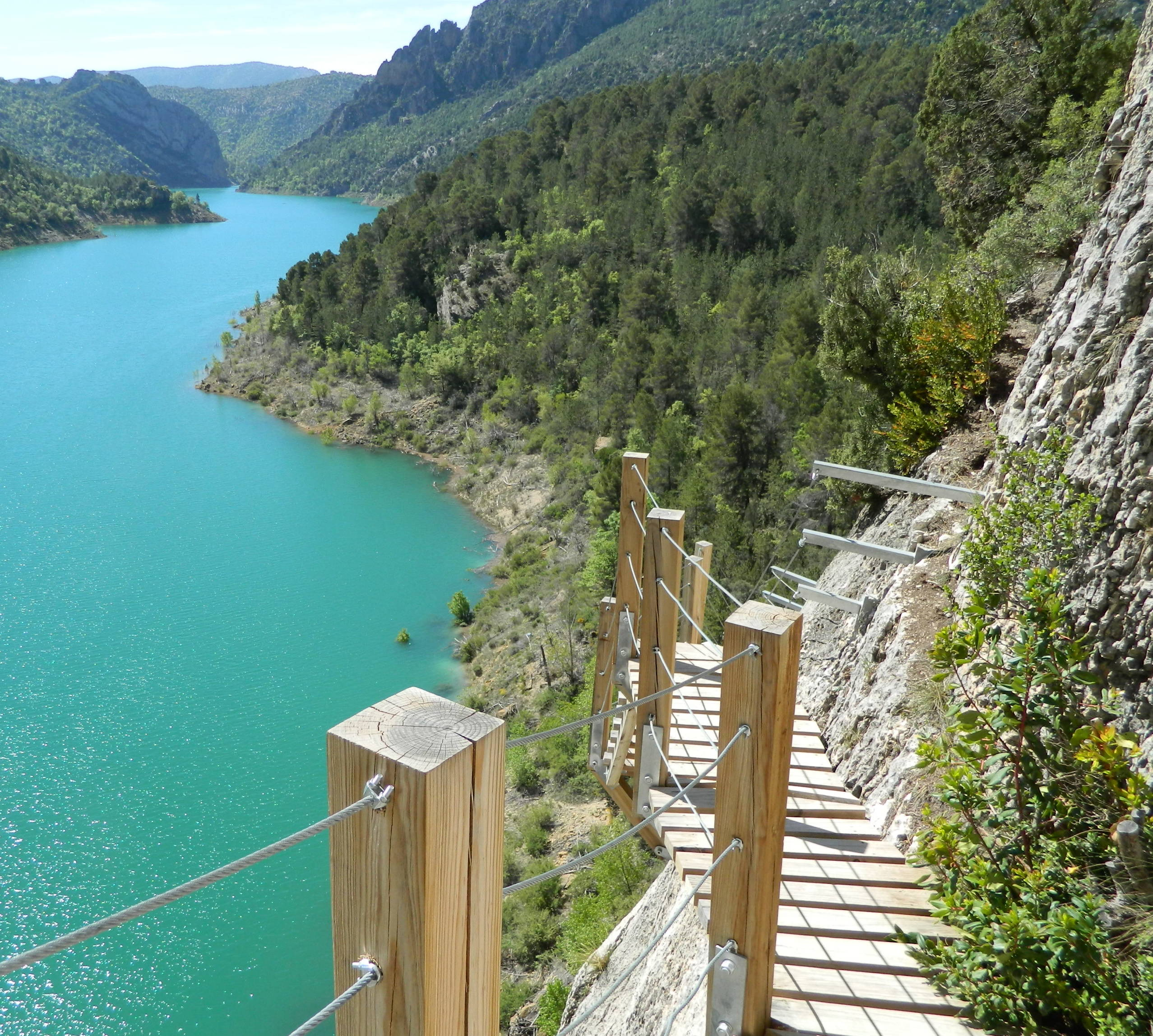
El desfiladero de Montrebei.

Los otros ríos de la comarca afluentes del Segre son el río Llobregós, el río Boix, el río Sió y el río Farfaña.

### Clima
El clima de la Noguera es mediterráneo continental seco, con temperaturas que oscilan entre los 3 °C  en enero y los 24  en agosto, si bien, en el área del Montsec es de tipo prepirenaico. Las lluvias son escasas e irregulares, con medias entre los 400 mm y 550 mm. Los valores más bajos se dan en la parte meridional y los más altos en la mitad norte. En la Sierra del Montsec pueden llegar a los 700 mm.
Las estaciones más lluviosas del año son las equinocciales, sobre todo la primavera. Los inviernos son fríos, con medias de 3 °C a 5 °C, y los veranos calurosos, con medias de 23 °C y 25 °C. En el Montsec estos valores son más bajos. El período libre de heladas comprende los meses de mayo a septiembre.

## Historia

### Prehistoria
Los testimonios más valiosos de la presencia humana en esta comarca vienen representados por el arte rupestre prehistórico del que se contabilizan no menos de quince cavidades. El arte levantino, expresión creencial de los grupos cazadores-recolectores (10 000-6500 años antes del presente) basada en la figuración de hombre y mujeres y ciertos animales, está presente en la Cueva de Vilasos y en el Abrigo de Borrás Viu (Os de Balaguer),que se constituyen en los más septentrionales de este estilo de Cataluña. El arte esquemático ibérico, manifestación creencial de los grupos productores neolíticos (6500-3200 años antes del presente), tiene en esta comarca una fuerte implantación. Fundamentado en la abstracción (puntos, rayas, máculas, etc) encuentra sus estaciones más relevantes en los abrigos de: Cueva de Vilasos, Francés II y Abrigo del Bc de Vilaseca (Os de Balaguer), Antona I-III (Artesa de Segre), Aparets I-IV (Alós de Balaguer), Cueva del Cogulló (Vilanova de Meià) y en la Cueva del Tabac (Camarasa), la única muestra pictórica ubicada en el interior de una caverna. Estas manifestaciones constituyen una muestra inestimable y excepcional de la capacidad intelectual de los seres humanos y por ello fueron declaradas Patrimonio de la Humanidad por la UNESCO en 1998. Con todo, con excepción de la Cueva de Vilasos, el resto carecen de algún tipo de protección -como sucede con el 88,45 % de los yacimientos leridanos con arte prehistórico- lo que supone un grave y permanente peligro para su conservación. Comarcas con este tipo de manifestaciones son: Las Garrigas, La Cerdaña, la Cuenca de Barberá, entre otras (Fuente: Asociación Catalana de Arte Prehistórico)

### Edad Media
La comarca formó parte del condado de Urgel que conquistó el territorio en el siglo XI. Durante la primera mitad del siglo XII, tanto la ciudad de Balaguer como el resto del territorio fueron repoblados.
A partir de 1716, la comarca quedó dividida en dos corregimientos: el de Lérida y el de Camarasa; quedó integrada dentro de la provincia de Lérida a partir de la división provincial de 1834. Su establecimiento como comarca se realizó en 1936, división que fue restaurada en 1987.

## Economía

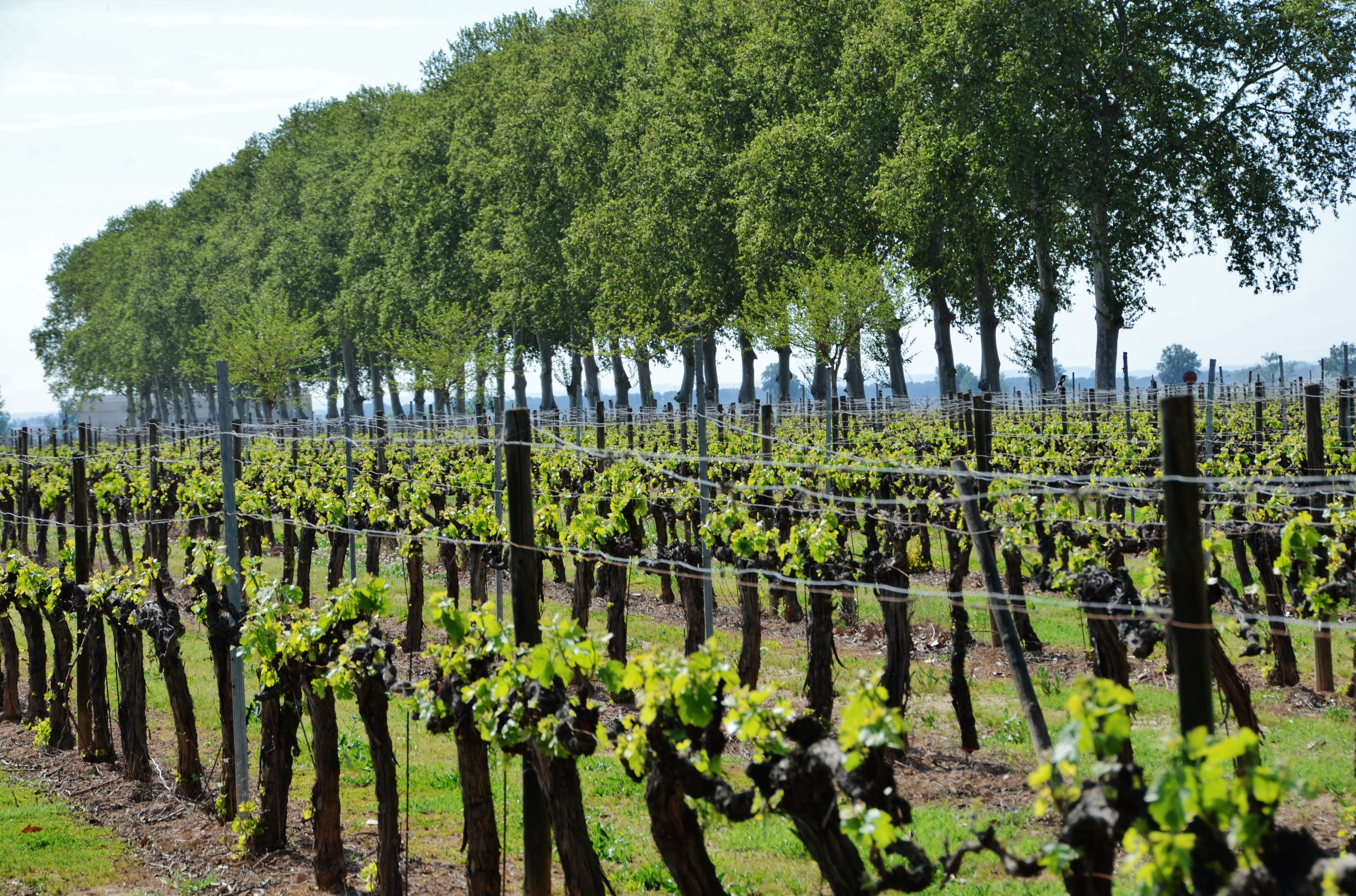
Viñas en Castell del Remei, Penellas.

La base económica de la comarca son la agricultura y la ganadería. El cultivo principal es de los cereales de invierno, en especial la cebada, seguida del trigo. Destacan también los olivos y los árboles frutales.
Aunque la avicultura ha sufrido un aumento importante, el principal producto ganadero sigue siendo el porcino. Cabe señalar también que una parte de la economía se centra en la explotación de los bosques para obtener madera.

### Agricultura
La actividad económica de buena parte de la comarca ha estado ligada históricamente al cultivo de la viña. La zona vitivinícola de la ribera del Segre, que incluye localidades como Alentorn, Anya, Baldomar y Vernet, ya fue destacada por la calidad de sus vinos en el diccionario geográfico de Pascual Madoz en 1847. Sin embargo, la crisis de la filoxera prácticamente hizo desaparecer la viña entre 1878 y 1895. La antigua cultura vitivinícola se ha mantenido gracias a pequeñas viñas diseminadas por el territorio, algunas veces centenarias, con cepas de una decena de variedades que se están recuperando dentro del Proyecto Viñas Encuentros.
El terreno y el clima han permitido mantener y recuperar parte de este cultivo, constituyendo la denominación de origen Costers del Segre. El clima de contrastes de temperatura y la poca pluviometría hace que salgan unos vinos tintos muy apreciados, intensos de sabor y color. También los blancos tienen unos aromas característicos y con excelente aceptación. Las bodegas de la Noguera que elaboran vino son Vall de Baldomar, Bodega del Montsec, Las Pletes, Bodega Mas Ramoneda y Viña del Hereu en el municipio de Artesa de Segre, Rubió de Suelos en Foradada, Castell del Remei en Penellas, Costers del Sion en Balaguer, Bodega Casa Patau en Menarguens, Celler Cal Cinto y Monasterio de las Avellanas en Os de Balaguer, la Figuera en Algerri y Lagravera en Alfarrás, pero con los viñedos en Algerri y en Castellón de Farfaña.

## Municipios

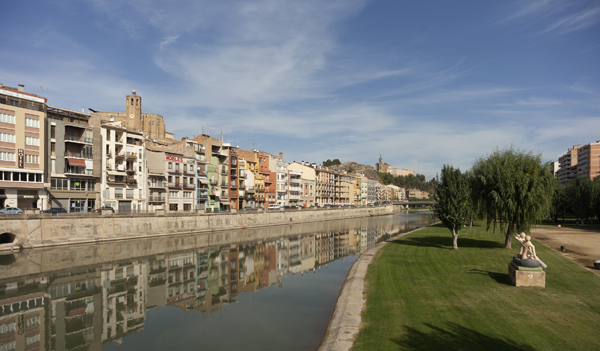
Balaguer, la capital comarcal.

La Noguera está constituida por 30 municipios, incluye 122 entidades de población y tenía una población total de 38 770 habitantes en 2019, repartidos de forma irregular por la comarca. Más de la mitad de la población está concentrada en los dos municipios más poblados, Balaguer y Artesa de Segre. Por el contrario, más de la mitad de municipios de la comarca no llegan a los 500 habitantes.
Balaguer cuenta con 16 479 habitantes. Si se le incluyen Gerb, Hostal Nou y La Rápita, la conurbación de Balaguer alcanza los 17 806 habitantes. En un segundo nivel nos encontramos los núcleos de Artesa de Segre y Ponts, capitales de las respectivas cercanías. El municipio de Artesa de Segre viven 3614 personas, y en sus cercanías 4713, incluyendo los municipios de Foradada, Alós de Balaguer, Vilanova de Meyá y Cubos. El municipio de Ponts tiene 2632 habitantes, y en sus cercanías 3482, incluyendo los municipios de Tiurana, Baronía de Rialb, Oliola, Vilanova de la Aguda y Cabanabona. Los únicos municipios que llegan a los mil habitantes, además de Balaguer, Artesa de Segre y Ponts, son Vallfogona de Balaguer, Albesa, Termens y Bellcaire.
Del total de los habitantes, 32 790 tienen nacionalidad española y 6319 nacionalidad extranjera. En cuanto a los movimientos migratorios, en el año 2014 la Noguera acogió a 418 nuevos inmigrantes extranjeros, de los cuales 159 eran de la Unión Europea y 259 del resto del mundo. Al mismo tiempo hubo un total de 457 emigraciones hacia el extranjero, 78 migraciones hacia Cataluña y 8 hacia el resto de España. Durante el año 2014 hubo 257 nacimientos y 455 defunciones.
| Municipio                                   | Población | Municipio                                          | Población |
| ------------------------------------------- | --------- | -------------------------------------------------- | --------- |
| Áger (Àger)                                 | 485       | Albesa                                             | 1561      |
| Algerri                                     | 482       | Alós de Balaguer (Alòs de Balaguer)                | 179       |
| Artesa de Segre                             | 3696      | Avellanes Santa Liña (Les Avellanes i Santa Linya) | 467       |
| Balaguer                                    | 15 281    | Baronía de Rialp (la Baronia de Rialb)             | 277       |
| Bellcaire de Urgel (Bellcaire d'Urgell)     | 1274      | Bellmunt                                           | 228       |
| Cabanabona                                  | 122       | Camarasa                                           | 926       |
| Castellón de Farfaña (Castelló de Farfanya) | 583       | Cubélls (Cubells)                                  | 395       |
| Foradada                                    | 213       | Ibars de Noguera (Ivars de Noguera)                | 353       |
| Menarguéns (Menàrguens)                     | 845       | Mongay (Montgai)                                   | 780       |
| Oliola                                      | 254       | Os de Balaguer                                     | 885       |
| Penellas (Penelles)                         | 523       | Ponts                                              | 2378      |
| Preixéns (Preixens)                         | 498       | Asentiú (La Sentiu de Sió)                         | 486       |
| Termens (Térmens)                           | 1503      | Tiurana                                            | 46        |
| Torrelameo (Torrelameu)                     | 590       | Vallfogona de Balaguer                             | 1577      |
| Vilanova de la Aguda (Vilanova de l’Aguda)  | 242       | Vilanova de Meyá (Vilanova de Meià)                | 436       |